# Puli (űrszonda)
A Puli egy fejlesztés alatt álló rover típusú űrszonda ami a korábbi tervek szerint 2019-ben szállt volna le a Holdra. A szonda fejlesztője a magyar Puli Space Technologies. Sikeres küldetése esetén ez lesz az első magyar űrszonda, amely eléri egy idegen égitest felszínét és egyúttal az első magyar rover a világűrben.

## A Puli projekt célja és finanszírozása
A Puli Space Technologies a roverrel részt vett a Google Lunar X Prize versenyen: a szonda a terv szerint 2019-ben kellett volna eljutni a Holdra, ahol legalább 500 métert tett volna meg és legalább egy gigabyte méretű, HD minőségű videófelvételt készített és sugárzott volna vissza a Földre. Az kiírás versenyt az a csapat nyeri, amely ezt a feladatot elsőként teljesíti oly módon, hogy a Holdra szállást túlnyomórészt magántőkéből valósítja meg. A díjat azonban törölték, mert egy csapat sem tudta a feltételeket teljesíteni a többször módosított határidők ellenére sem.

## A fejlesztés folyamata
Az eredeti elképzelés szerint egy gömb formájú járművet építettek volna de ezt a koncepciót végül egy egyszerűbb terepjáró modell váltotta fel.
A rover földi prototípusa 2012-re elkészült és 2012 októberében egy Gánt melletti elhagyott bányában, majd 2013 elején a marokkói sivatagban is tesztelésre került, ám az űr körülményeihez alkalmazkodó prototípus elkészítése 2013 tavaszán még hátra volt.

## A rover felépítése
A rovernek ki kell bírnia a Holdon tapasztalható körülményeket, így például a több száz fokos hőingadozást. Ezért készítése során rugalmas kompozitanyagokat használnak.

### A váz, vagy a Puli „teste”
A tervezés két legfontosabb szempontja, hogy a rover váza könnyű (kevesebb mint 800 gramm) és merev legyen. A felhasználható anyagok kiválasztásában a pénzügyi lehetőségek is határt szabtak.
A tervezők eredetileg az L alakú alumínium profilok alkalmazását tervezték, amelyet körülbelül száz szegeccsel rögzítettek egymáshoz. Az első tesztek során azonban a szerkezet deformálódását, hosszanti csavarodását tapasztalták. Így végül egy alumíniumlemezből hajtogatott dobozváz mellett döntöttek: a váz egy darab alumíniumlemezből készül, amit speciális szabásminta alapján vágnak szét, majd hajtogatnak és a végső formát hegesztéssel erősítik.
A váznak a benne lévő elektronika védelme érdekében ellenállónak kell lennie a Holdon tapasztalható speciális körülményekkel szemben: ki kell bírnia kisebb ütközéseket, ellenállónak kell lennie az igen kártékony holdporral szemben, bírnia és tompítania kell a szélsőséges fény és hőhatást. Ezért a vázat műgyantával átitatott szénszálas lapokkal borították, amit fény és hővédő réteggel (alumíniummal fémgőzölt polietilén fóliával) borítottak.
Az így kialakult vázszerkezet még nem viselné el az űrben tapasztalható viszonyokat. A tervezők szerint a legjobb megoldás a titán-alumínium váz lenne, amit vagy egy egységes tömbből faragnának ki CNC eszközzel, vagy kinyomtatnák 3D nyomtató segítségével, de ezek a technológiák nem állnak a fejlesztői csapat rendelkezésére.

### A kerekek
A tervezés során a rover speciális, nem kör alakú, hanem ötágú, csillag formájú kerekeket kapott. Ennek célja a láb és kerék előnyös tulajdonságainak ötvözése. Egyrészt az egyenetlen terepen könnyebben mozog így a jármű, másrészt a formának és az alkalmazott kompozit anyagoknak köszönhetően a kerekek egy esetleges esés vagy billenés során tompítják az ütközés energiáját és a tengelyeket érő hatást.
A kerék kevlárral erősített szénszálas kompozit anyagból készül. Készítése során olyan speciális eljárást alkalmaznak, ami garantálja, hogy az anyagban se buborék se zárvány ne keletkezzen – ezek ugyanis az űr vákuumában kidurrannának.

### Elektronika
A rover elektronikája modulokból áll és kritikus elemei többszörösen is beépítésre kerültek, hogy a holdi körülmények hatására bekövetkező esetleges meghibásodások se akadályozzák meg a működést. Az elektronika három fő eleme a PSU (Power Supplying Unit), az SBC (Single Board Computer) és az MDR (Motor Driver), amelyek RS-485 szabványra épülő hálózatba vannak kötve Modbus-protokoll segítségével.